# Central Hockey League 1993/94
Die Saison 1993/94 war die zweite reguläre Saison der Central Hockey League. Die sechs Teams absolvierten in der regulären Saison je 64 Begegnungen. Die Central Hockey League wurde in einer Division ausgespielt. Das punktbeste Team der regulären Saison waren die Wichita Thunder, die in den Finalspielen um den Ray Miron Cup in vier Spielen gegen die Tulsa Oilers erstmals die Trophäe gewannen.

## Reguläre Saison

### Abschlusstabellen
Abkürzungen: GP = Spiele, W = Siege, L = Niederlagen, T = Unentschieden, OTL = Niederlage nach Overtime, GF = Erzielte Tore, GA = Gegentore, Pts = Punkte
| Central Hockey League | GP | W  | L  | OTL | GF  | GA  | Pts |
| --------------------- | -- | -- | -- | --- | --- | --- | --- |
| Wichita Thunder       | 64 | 40 | 18 | 6   | 309 | 275 | 86  |
| Tulsa Oilers          | 64 | 36 | 24 | 4   | 347 | 281 | 76  |
| Oklahoma City Blazers | 64 | 35 | 23 | 6   | 260 | 246 | 76  |
| Dallas Freeze         | 64 | 31 | 25 | 8   | 304 | 309 | 70  |
| Memphis RiverKings    | 64 | 25 | 34 | 5   | 243 | 294 | 55  |
| Fort Worth Fire       | 64 | 25 | 37 | 2   | 253 | 311 | 52  |

### Beste Scorer
Abkürzungen: GP = Spiele, G = Tore, A = Assists, Pts = Punkte, PIM = Strafminuten
| Spieler        | Team                  | GP | G  | A  | Pts | PIM |
| -------------- | --------------------- | -- | -- | -- | --- | --- |
| Paul Jackson   | Wichita Thunder       | 59 | 71 | 64 | 135 | 215 |
| Doug Lawrence  | Tulsa Oilers          | 63 | 25 | 93 | 118 | 199 |
| Luc Beausoleil | Tulsa Oilers          | 60 | 64 | 50 | 114 | 110 |
| Ron Handy      | Wichita Thunder       | 57 | 29 | 80 | 109 | 98  |
| Carl Boudreau  | Oklahoma City Blazers | 64 | 40 | 67 | 107 | 93  |
| Bob Berg       | Wichita Thunder       | 64 | 43 | 58 | 101 | 141 |
| Troy Binnie    | Dallas Freeze         | 56 | 54 | 42 | 96  | 96  |
| Brent Sapergia | Wichita Thunder       | 46 | 55 | 33 | 88  | 297 |
| Frank LaScala  | Dallas Freeze         | 64 | 45 | 41 | 86  | 116 |
| Craig Coxe     | Tulsa Oilers          | 64 | 26 | 57 | 83  | 236 |
| Bobby Wallwork | Memphis RiverKings    | 64 | 43 | 40 | 83  | 83  |

## Ray-Miron-Cup-Playoffs
|  | Ray-Miron-Cup-Halbfinale | Ray-Miron-Cup-Halbfinale | Ray-Miron-Cup-Halbfinale |  |  | Ray-Miron-Cup-Finale | Ray-Miron-Cup-Finale | Ray-Miron-Cup-Finale |
|  |                          |                          |                          |  |  |                      |                      |                      |
|  |                          |                          |                          |  |  |                      |                      |                      |
|  | 1                        | Wichita Thunder          | 4                        |  |  |                      |                      |                      |
|  | 4                        | Dallas Freeze            | 3                        |  |  |                      |                      |                      |
|  |                          |                          |                          |  |  | 1                    | Wichita Thunder      | 4                    |
|  |                          |                          |                          |  |  | 2                    | Tulsa Oilers         | 0                    |
|  | 2                        | Tulsa Oilers             | 4                        |  |  |                      |                      |                      |
|  | 3                        | Oklahoma City Blazers    | 3                        |  |  |                      |                      |                      |
|  |                          |                          |                          |  |  |                      |                      |                      |

### Ray-Miron-Cup-Sieger
| Ray-Miron-Cup-Sieger Wichita Thunder | Torhüter: Robert Desjardins, Greg Smith Verteidiger: Steve Chelios, Paul Dukovac, Darcy Kaminski, Tom Karalis, Steve Shaunessy, Stéphane Venne, Jack Williams Angreifer: Bob Berg, Ron Handy, Paul Jackson, James Latos, Greg Neish, Brent Sapergia, Rob Weingartner, Bryan Wells Cheftrainer: Doug Shedden |

## Vergebene Trophäen
| Auszeichnung                                                        | Spieler           | Team                  |
| ------------------------------------------------------------------- | ----------------- | --------------------- |
| Commissioner’s Trophy Bester Trainer                                | Doug Shedden      | Wichita Thunder       |
| Most Valuable Player Bester Spieler der regulären Saison            | Robert Desjardins | Wichita Thunder       |
| Playoff Most Valuable Player Bester Spieler der Playoffs            | Ron Handy         | Wichita Thunder       |
| Rookie of the Year Bester Rookie der regulären Saison               | Chad Seibel       | Memphis RiverKings    |
| Most Outstanding Defenseman Bester Verteidiger der regulären Saison | Guy Girouard      | Oklahoma City Blazers |
| Most Outstanding Goaltender Bester Torhüter der regulären Saison    | Alan Perry        | Oklahoma City Blazers |
| Ken McKenzie Trophy Bester Scorer der regulären Saison              | Paul Jackson      | Oklahoma City Blazers |
| Ray Miron Cup Gewinner der Central-Hockey-League-Playoffs           | Wichita Thunder   | Wichita Thunder       |
| Adams Cup Bestes Team der regulären Saison                          | Wichita Thunder   | Wichita Thunder       |